# Filmografia de Clark Gable
Clark Gable (1901–1960) foi um ator estadunidense, muitas vezes referido como "O Rei de Hollywood". Ele teve papéis em mais de 60 filmes de variados gêneros durante uma carreira que durou 37 anos, três décadas dos quais atuou como protagonista. Gable morreu de ataque cardíaco aos 59 anos; sua última aparição na tela foi como um caubói, em "The Misfits", lançado postumamente em 1961.

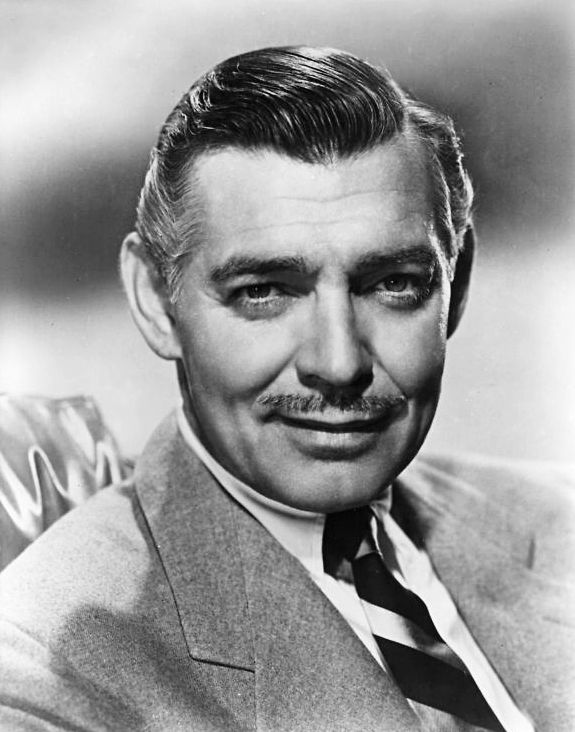
Gable em fotografia publicitária, 1940.

Nascido e criado em Ohio, Gable viajou para Hollywood, onde começou sua carreira no cinema como figurante em filmes mudos entre 1924 e 1926. Ele progrediu para papéis coadjuvantes nos filmes da Metro-Goldwyn-Mayer, e seu primeiro papel principal em "Dance, Fools, Dance" (1931) foi ao lado de Joan Crawford, que o pediu para o papel. Seu papel no drama romântico "Red Dust" (1932) com Jean Harlow, símbolo sexual da época, fez dele a maior estrela masculina da MGM. Gable ganhou o Oscar de melhor ator pela comédia romântica "It Happened One Night" (1934), de Frank Capra, com a co-estrela Claudette Colbert. Ele foi novamente indicado ao prêmio por seus papéis como Fletcher Christian em "Mutiny on the Bounty" (1935), e como Rhett Butler ao lado de Scarlett O'Hara, personagem de Vivien Leigh, em "Gone with the Wind" (1939). Ele continuamente adquiriu sucesso comercial e crítico com "Manhattan Melodrama" (1934), "San Francisco" (1936), "Saratoga" (1937), "Test Pilot" (1938), e "Boom Town" (1940), três dos quais co-estrelou com Spencer Tracy.

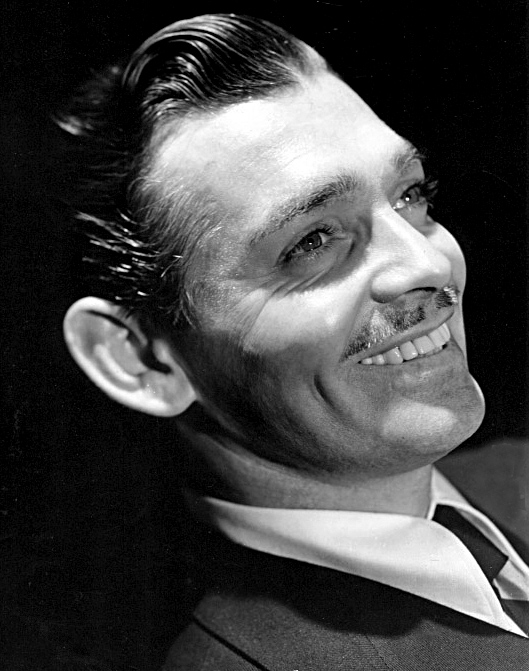
Gable em fotografia publicitária, 1938.

Gable foi um dos mais consistentes artistas de bilheteria da história, aparecendo dezesseis vezes no "Top-Ten Money-Making Stars Poll" ("As Dez Estrelas Que Mais Faturam"), do Quigley anual. Ele apareceu ao lado de algumas das atrizes mais populares de seu tempo. Joan Crawford foi sua atriz favorita para trabalhar, e co-estrelou oito produções ao lado dela. Atuou com Myrna Loy sete vezes, e foi escalado outras seis para trabalhar com Jean Harlow. Também estrelou ao lado de Lana Turner em quatro filmes, e em outros três com Norma Shearer e Ava Gardner.
Em 1999, o Instituto Americano de Cinema o nomeou a sétima maior estrela masculina do cinema clássico estadunidense. Gable recebeu uma estrela na Calçada da Fama de Hollywood em 1960.
Os títulos em português referem-se a exibições no Brasil e Portugal

## Longas-metragens

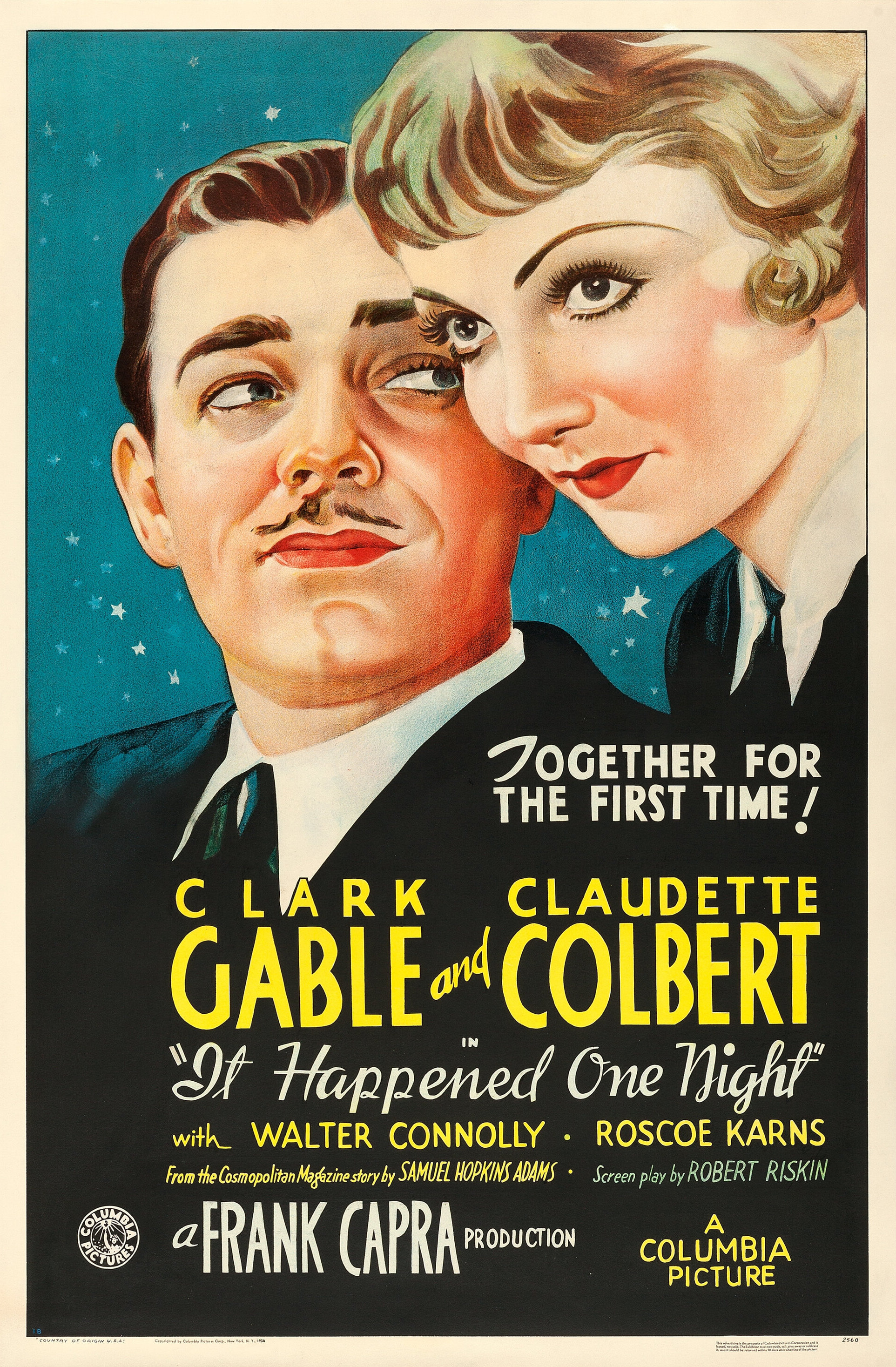
Cartaz promocional de "Aconteceu Naquela Noite" (1934).

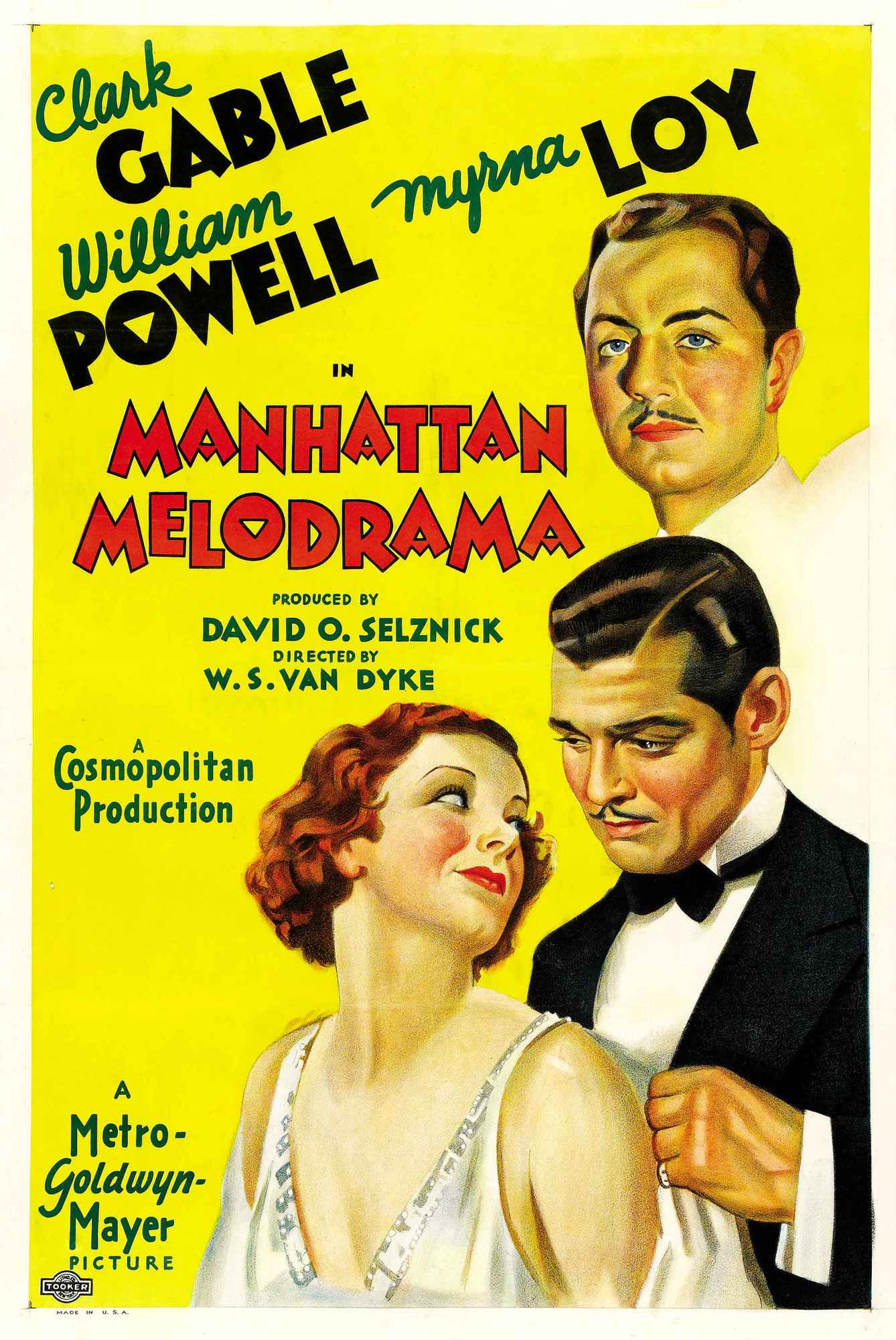
Cartaz de "Manhattan Melodrama" (1934).

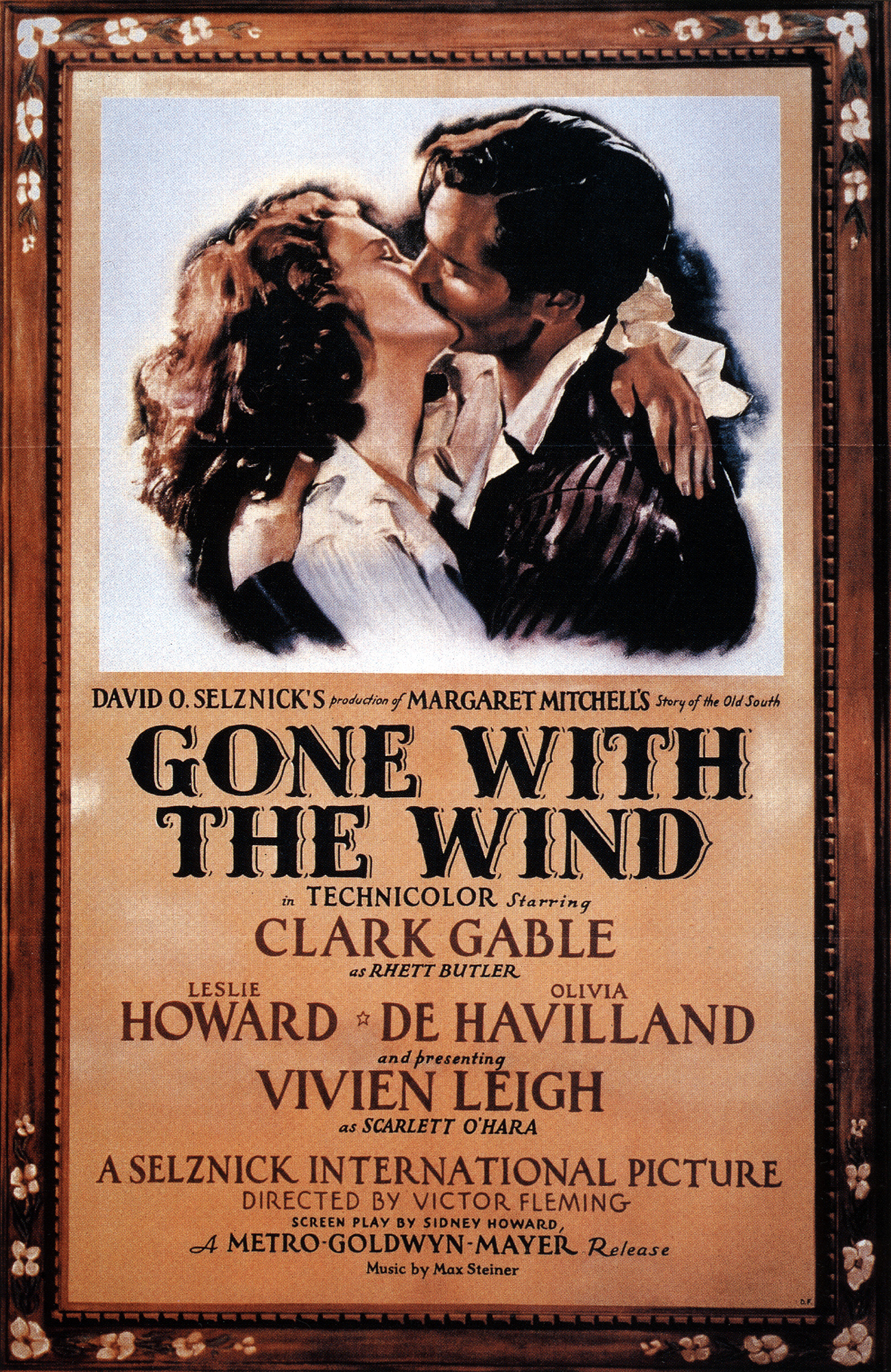
Cartaz de "Gone with the Wind" (1939).

| Ano  | Título                           | Papel                          | Notas                                                          | Ref.          |
| ---- | -------------------------------- | ------------------------------ | -------------------------------------------------------------- | ------------- |
| 1923 | Fighting Blood                   | Extra                          | Não-creditado                                                  |               |
| 1923 | Long Live the King               | Extra                          | Não-creditado                                                  |               |
| 1924 | White Man                        | Irmão de Lady Andrea           | Estreia de Gable em filmes, considerado um filme perdido       | [ 9 ]         |
| 1924 | Forbidden Desire                 | Soldado da Guarda Czarina      | Não-creditado                                                  | [ 10 ] [ 11 ] |
| 1924 | The Iron Horse                   | Extra                          | Não-creditado                                                  | [ 11 ] [ 12 ] |
| 1925 | North Star                       | Extra                          | Não-creditado                                                  |               |
| 1925 | Ben-Hur                          | Extra                          | Não-creditado                                                  |               |
| 1925 | The Merry Widow                  | Extra                          | Não-creditado                                                  | [ 11 ] [ 13 ] |
| 1925 | The Plastic Age                  | Atleta                         | Não-creditado                                                  | [ 11 ] [ 14 ] |
| 1925 | What Price, Gloria?              | Extra                          | Não-creditado                                                  |               |
| 1925 | The Merry-Kiddo                  | Extra                          | Não-creditado                                                  |               |
| 1925 | The Social Exile                 | Extra                          | Não-creditado                                                  |               |
| 1926 | One Minute to Play               | Extra                          | Não-creditado                                                  |               |
| 1926 | The Johnstown Flood              | Homem no Bar                   | Não-creditado                                                  |               |
| 1931 | The Painted Desert               | Rance Brett                    | Elenco secundário                                              | [ 15 ] [ 16 ] |
| 1931 | The Easiest Way                  | Nick Feliki                    |                                                                | [ 17 ]        |
| 1931 | Dance, Fools, Dance              | Jake Luva                      | Elenco principal                                               | [ 18 ]        |
| 1931 | The Finger Points                | Louis J. Blanco                |                                                                | [ 19 ]        |
| 1931 | The Secret Six                   | Carl Luckner                   | Elenco secundário                                              | [ 20 ]        |
| 1931 | Laughing Sinners                 | Carl Loomis                    | Elenco principal                                               | [ 21 ]        |
| 1931 | A Free Soul                      | Ace Wilfong                    |                                                                | [ 22 ]        |
| 1931 | Night Nurse                      | Nick                           | Elenco principal                                               | [ 23 ]        |
| 1931 | Sporting Blood                   | Warren "Rid" Riddell           | Elenco principal                                               | [ 24 ]        |
| 1931 | Susan Lennox (Her Fall and Rise) | Rodney Spencer                 | Elenco principal                                               | [ 25 ] [ 26 ] |
| 1931 | Possessed                        | Mark Whitney                   | Elenco principal                                               | [ 27 ]        |
| 1932 | Hell Divers                      | Steve Nelson                   | Elenco principal                                               | [ 28 ]        |
| 1932 | Polly of the Circus              | Reverendo John Hartley         | Elenco principal                                               | [ 29 ]        |
| 1932 | Red Dust                         | Dennis Carson                  | Elenco principal                                               | [ 30 ]        |
| 1932 | Strange Interlude                | Dr. Ned Darrell                | Elenco principal                                               | [ 31 ]        |
| 1932 | No Man of Her Own                | Jerry "Babe" Stewart           | Elenco principal                                               | [ 32 ]        |
| 1933 | The White Sister                 | Giovanni Severi                | Elenco principal                                               | [ 33 ]        |
| 1933 | Hold Your Man                    | Edward Huntington "Eddie" Hall | Elenco principal                                               | [ 34 ] [ 35 ] |
| 1933 | Night Flight                     | Jules Fabian                   | Elenco principal                                               | [ 36 ]        |
| 1933 | Dancing Lady                     | Patch Gallagher                | Elenco principal                                               | [ 37 ]        |
| 1934 | It Happened One Night            | Peter Warne                    | Elenco principal                                               | [ 38 ] [ 39 ] |
| 1934 | Men in White                     | Dr. George Ferguson            | Elenco principal                                               | [ 40 ]        |
| 1934 | Manhattan Melodrama              | Edward J. "Blackie" Gallagher  | Elenco principal                                               | [ 41 ]        |
| 1934 | Chained                          | Michael "Mike" Bradley         | Elenco principal                                               | [ 42 ]        |
| 1934 | Forsaking All Others             | Jeffrey "Jeff" Williams        | Elenco principal                                               | [ 43 ]        |
| 1935 | After Office Hours               | James "Jim" Branch             | Elenco principal                                               | [ 44 ]        |
| 1935 | Call of the Wild                 | Jack Thornton                  | Elenco principal                                               | [ 45 ]        |
| 1935 | China Seas                       | Capitão Alan Gaskell           | Elenco principal                                               | [ 46 ]        |
| 1935 | Mutiny on the Bounty             | Fletcher Christian             | Elenco principal                                               | [ 47 ]        |
| 1936 | Wife vs. Secretary               | Van Stanhope                   | Elenco principal                                               | [ 48 ] [ 49 ] |
| 1936 | San Francisco                    | Blackie Norton                 | Elenco principal                                               | [ 50 ]        |
| 1936 | Cain and Mabel                   | Larry Cain                     | Elenco principal                                               | [ 51 ] [ 52 ] |
| 1936 | Love on the Run                  | Michael "Mike" Anthony         | Elenco principal                                               | [ 53 ]        |
| 1937 | Parnell                          | Charles Stewart Parnell        | Elenco principal                                               | [ 54 ]        |
| 1937 | Saratoga                         | Duke Bradley                   | Elenco principal                                               | [ 55 ]        |
| 1938 | Test Pilot                       | Jim Lane                       | Elenco principal                                               | [ 56 ]        |
| 1938 | Too Hot to Handle                | Christopher "Chris" Hunter     | Elenco principal                                               | [ 57 ]        |
| 1939 | Idiot's Delight                  | Harry Van                      | Gable performa "Puttin' On the Ritz", canção de Irving Berlin. | [ 58 ]        |
| 1939 | Gone With the Wind               | Rhett Butler                   | Elenco principal                                               | [ 59 ]        |
| 1940 | Strange Cargo                    | André Verne                    | Elenco principal                                               | [ 60 ]        |
| 1940 | Boom Town                        | Big John McMasters             | Elenco principal                                               | [ 61 ]        |
| 1940 | Comrade X                        | McKinley B. "Mac" Thompson     | Elenco principal                                               | [ 62 ] [ 63 ] |
| 1941 | They Met in Bombay               | Gerald Meldrick                | Elenco principal                                               | [ 64 ]        |
| 1941 | Honky Tonk                       | "Candy" Johnson                | Elenco principal                                               | [ 65 ]        |
| 1942 | Somewhere I'll Find You          | Jonathan "Jonny" Davis         | Elenco principal                                               | [ 66 ]        |
| 1945 | Adventure                        | Harry Paterdson                | Elenco principal                                               | [ 67 ]        |
| 1947 | The Hucksters                    | Victor Albee Norman            | Elenco principal                                               | [ 68 ] [ 69 ] |
| 1948 | Homecoming                       | Ulysses Delby "Lee" Johnson    | Elenco principal                                               | [ 70 ]        |
| 1948 | Command Decision                 | K.C. "Casey" Dennis            | Elenco principal                                               | [ 71 ]        |
| 1949 | Any Number Can Play              | Charley Enley Kyng             | Elenco principal                                               | [ 72 ]        |
| 1950 | Key to the City                  | Steve Fisk                     | Elenco principal                                               | [ 73 ]        |
| 1950 | To Please a Lady                 | Mike Brannan                   | Elenco principal                                               | [ 74 ]        |
| 1951 | Assim São os Fortes              | Flint Mitchell                 | Elenco principal                                               | [ 75 ] [ 76 ] |
| 1952 | Lone Star                        | Devereaux Burke                | Elenco principal                                               | [ 77 ]        |
| 1953 | Never Let Me Go                  | Philip Sutherland              | Elenco principal                                               | [ 78 ]        |
| 1953 | Mogambo                          | Victor Marswell                | Elenco principal                                               | [ 79 ]        |
| 1954 | Betrayed                         | Pieter Deventer                | Elenco principal                                               | [ 80 ]        |
| 1955 | O Aventureiro de Hong Kong       | Hank Lee                       | Elenco principal                                               | [ 81 ]        |
| 1955 | The Tall Men                     | Coronel Ben Allison            | Elenco principal                                               | [ 82 ]        |
| 1956 | The King and Four Queens         | Dan Kehoe                      | Elenco principal; também produtor                              | [ 83 ] [ 84 ] |
| 1957 | Band of Angels                   | Hamish Bond                    | Elenco principal                                               | [ 85 ] [ 86 ] |
| 1958 | Run Silent, Run Deep             | P. J. "Rich" Richardson        | Elenco principal                                               | [ 87 ]        |
| 1958 | Teacher's Pet                    | James Gannon / James Gallagher | Elenco principal                                               | [ 88 ]        |
| 1959 | But Not for Me                   | Russell "Russ" Ward            | Elenco principal                                               | [ 89 ]        |
| 1960 | It Started in Naples             | Michael Hamilton               | Elenco principal                                               | [ 90 ] [ 91 ] |
| 1961 | The Misfits                      | Gaylord "Gay" Langdon          | Lançamento póstumo                                             | [ 92 ]        |

## Filmes-propaganda da Segunda Guerra Mundial

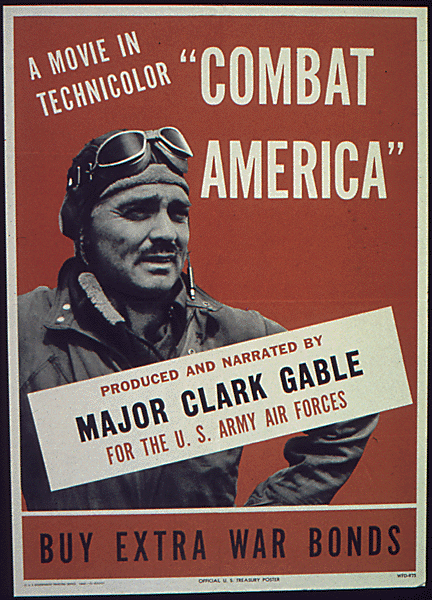
Cartaz de "Combat America" (1945).

| Ano  | Título               | Papel     | Notas           | Ref.          |
| ---- | -------------------- | --------- | --------------- | ------------- |
| 1942 | Show Business at War | Ele mesmo |                 | [ 4 ]         |
| 1942 | Wings Up             | Narrador  |                 | [ 93 ]        |
| 1945 | Combat America       | Narrador  | Também produtor | [ 11 ] [ 94 ] |

## Curtas-metragens
| Ano  | Título                   | Papel     | Notas                                                                     | Ref.    |
| ---- | ------------------------ | --------- | ------------------------------------------------------------------------- | ------- |
| 1931 | The Christmas Party      | Ele mesmo |                                                                           | [ 95 ]  |
| 1935 | Starlit Days at the Lido | Ele mesmo |                                                                           | [ 96 ]  |
| 1936 | The Candid Camera Story  | Ele mesmo |                                                                           | [ 97 ]  |
| 1937 | Hollywood Party          | Ele mesmo |                                                                           | [ 98 ]  |
| 1938 | Hollywood Goes to Town   | Ele mesmo |                                                                           | [ 99 ]  |
| 1939 | Hollywood Hobbies        | Ele mesmo |                                                                           | [ 100 ] |
| 1940 | Northward, Ho!           | Ele mesmo | Mídias arquivadas, uma visão dos bastidores de "Northwest Passage" (1940) | [ 101 ] |
| 1941 | You Can't Fool a Camera  | Ele mesmo |                                                                           | [ 102 ] |
| 1950 | Screen Actors            | Ele mesmo |                                                                           | [ 103 ] |